# Абадзехська
Абадзе́хська (рос. Абадзехская; адиг. Абдзэхэхьабл) — станиця в Майкопському районі Адигеї.
Населення — 3 623 осіб (2010).
Розташована на правому березі річки Біла, при впаданні невеликої правої притоки Фюнта. Станиця розташована за 28 км на південь від Майкопа, за 8 км на північ від селища Каменномостський. Залізнична платформа 54 км на залізниці Майкоп — Хаджох (Каменномостський) розташована на протилежному березі річки, у невеликому селищі Первомайський, з яким станиця сполучена мостом. Станиця Абадзехська оточена листяними гірськими лісами (дуб, граб, ясен, клен).

## Історія
Станиця була зведена в 1862 році на землях, відвойованих у абадзехів — одного з адигських субетносів. До виселення адигів в 1864 році станиця знаходилася на передовій лінії російсько-черкеських бойових дій. До утворення адигейської автономії станиця входила до складу Майкопського відділу Кубанської області.

## Видатні уродженці
- Зуєва Антоніна Іларіонівна — Герой Соціалістичної Праці.